# 駱永家
駱永家（1936年7月10日—2022年3月24日），臺灣民事訴訟法律學者，日本東北大學法學博士，臺灣大學法學院名譽教授，專業領域包括民法總則、民事訴訟法、國際民事訴訟法、強制執行法、破產法、民事訴訟法實例研究、法理學、法學緒論、中國法律思想專題研究。

## 生平
1936年出生於臺北市，1955年自建國中學高中部畢業，1959年自臺大法律系法學組畢業。1964年9月28日到東北大學接受齊藤秀夫教授的指導攻讀博士學位，1971年受聘為國立臺灣大學法律學院副教授，開授民事訴訟法、民事訴訟法專題研究、民事證據法、法學緒論、日文法學名著選讀課程、國際民事訴訟法、民事訴訟法實例研究等課程。其於台灣首先介紹之新訴訟標的理論，黃國昌等學者為其門下，2001年自臺大退休，2022年3月24日去世。